# Belyaevostella
Belyaevostella is een geslacht van zeesterren uit de familie Caymanostellidae.

## Soorten
- Belyaevostella hispida (Aziz & Jangoux, 1984)
- Belyaevostella hyugaensis Fujita, Stampanato & Jangoux, 1994